# Breisach am Rhein
Breisach am Rhein (tidigare  Alt-breisach) är en stad i Landkreis Breisgau-Hochschwarzwald i regionen Südlicher Oberrhein i Regierungsbezirk Freiburg i förbundslandet Baden-Württemberg i Tyskland, vid floden Rhen. Folkmängden uppgår till cirka 16 000 invånare, på en yta av 55 kvadratkilometer.
Breisach ligger ungefär halvvägs mellan Freiburg och Colmar - 20 kilometer ifrån varandra - och cirka 60 kilometer norr om Basel. En bro leder över Rhen till Neuf-Brisach, Alsace.
Dess namn är keltiska och betyder vågbrytare. Kullen som Breisach kom till stånd var - åtminstone när det fanns en flod - mitt i Rhen fram till Rhen rätades av ingenjören Johann Gottfried Tulla i 1800-talet, således bryta sitt uppsving.
Staden belägrades av svenskarna 1633 och intogs av Bernhard av Weimar 1638. Under senare tiders strider mellan tyskar och fransmän spelade Breisach som gränsbefästning en central roll.
Bland sevärda byggnader märks Stephansmünster, en korsformig basilika med långhus i gotik och fem bevarade stadsportar från den gamla stadsmuren.